# 박혜상 (배우)
박혜상(1980년 6월 24일 (1980년 음력 5월 12일) - 2010년 11월 12일)은 대한민국의 여자 배우이다. 2005년 채널CGV의 시트콤 《압구정 아리랑》을 통해 데뷔했으며, ‘박서린’이란 예명으로도 알려져 있다.
2010년 11월 12일 오전 서울 자택에서 숨진채 발견됐다. 경찰은 자살한 것으로 추정하였다. 언론은 측근의 말을 인용, "꿈도 있고 욕심도 있는데 일이 잘 되지 않아 스트레스가 있었을 것이라며 우울증이 있다거나 하지는 않았다"고 전했다. 한 연예 관계자는 고인이 소속사 지원도 거의 받지 못하고 힘겹게 연기자 활동을 해 왔다고 말했다.
11월 14일 오전 발인해 화장후, 유해는 경기도 고양시에 위치한 예원추모관에 안치되었다.

## 학력
- 수원대학교 패션디자인[8]

## 출연 작품

### 드라마
- 압구정 아리랑 (2005년, 채널CGV) - 미영 역
- 미워도 좋아 (2008년, SBS)
- 불한당 (2008년, SBS) - 은지 역

### 뮤직 비디오
- Snow Prince (2005년, SS501)
- Evergreen (2007년, PK헤만)

## 광고

### TV 광고
- 2005년 GS건설 - 자이(Xii) 커뮤니티
- 2006년 소망화장품 - 뷰티크레딧 러브리 파우더팩트 (참 고운 분 현빈)
- 2006년 카운티스 - 용인동백지구 카운티스 분양
- 2006년 국민건강보험공단 - 국민건강보험 치료비절감프로젝트 #3
- 2006년 우방타워랜드 - 레츠 브라보 페스티벌 3/25~6/30

### 지면 광고
- 2007년 뷰티라이프 7월호 표지모델
- 2008년 롯데백화점
- 2008년 네일피아

### 기타
- 2006년 2006/2007 SKI SNOWBOARD COMPETITION
- 2007년 넷마블 - 세븐포커